# Santoral católico
El santoral es el conjunto de las personas veneradas en la Iglesia católica como santos o beatos en una fecha del calendario determinada.  Actualmente, la Iglesia católica continúa la costumbre paleocristiana de conmemorar el aniversario de la muerte de los mártires. Debido a la canonización de personas a lo largo de los siglos, todos los días del año conmemoran al menos un santo.
No solamente se recuerda  de esta manera el martirio en la actualidad, también los santos fallecidos por causas naturales —los antiguamente llamados confesores, en contraposición con los testigos (μάρτυρες)— están incluidos en el calendario, así como festividades —como Pascuas, Pentecostés o la Epifanía— relacionadas con eventos de la vida de Jesús y la historia eclesiástica.
En época medieval era frecuente indicar las fechas de los eventos en relación con el calendario eclesiástico, datándolos por ejemplo en el "tercer día del Adviento" o en la "noche de San Juan". Del mismo modo, el nombre de pila de los infantes solía asignarse según la festividad que se celebrase en el día de su nacimiento o bautismo. Aunque esto es menos frecuente hoy en día, en algunos países de tradición católica u ortodoxa se conserva la costumbre de saludar y felicitar a las personas en el día de su santo.
Se estima que actualmente hay más de 10 000 beatos y santos, según datos tomados de fuentes históricas y de la martirología católica; no obstante, la Iglesia católica no hace pública ninguna cifra oficial.
El reverendo Alban Butler publicó Lives of the Saints (Vidas de los Santos) en 1756, que contiene 1486 santos. La obra 2565 santos editada por el padre Herbert Thurston, S.J. y el autor británico Donald Attwater, contiene las vidas de ese número de santos.